# Golfo de Eubeia
O golfo de Eubeia, golfo Euboico ou mar Euboico (em grego: Ευβοϊκός Κόλπος; romaniz.: Evvoïkós Kólpos) é um braço do mar Egeu situado entre a costa sudoeste da ilha de Eubeia (que lhe dá o nome) e o território continental da Grécia, o qual constitui a sua costa sul e sudoeste.
Orientado na direção noroeste-sudeste, o golfo é dividido pelo apertado estreito de Euripo, onde se situa a cidade de Cálcis (ou Cálquida). O golfo setentrional de Eubeia (Βόρειος Ευβοϊκός Κόλπος; Voreios Evvoïkós Kólpos) tem cerca de 80 km de comprimento e 24 km de largura máxima. O golfo meridional de Eubeia (Νότιος Ευβοϊκός Κόλπος; NotiosEvvoïkós Kólpos) tem cerca de 48 km de comprimento e 14 km de largura máxima. O litoral ocidental do golfo setentrional tem contornos muito irregulares, com várias enseadas na base da cadeia montanhosa do Kallidromo. A costa oriental é mais regular, embora seja também muito recortada, à semelhança do que acontece com as costa ocidental do golfo meridional.
É provável que no passado Eubeia tenha estado ligada ao continente, com o qual está relacionada geologicamente, na sua extremidade norte e no local onde agora se encontra o estreito de Euripo, um antigo vale fluvial. Atualmente o estreito tem entre 6 a 8 metros de profundidade e só é navegável para pequenas embarcações. Cálcis tem instalações portuárias em ambas as margens do estreito e existe um estaleiro em Avlis, no lado continental. Em 411 a.C., os Cálquidos e os Beócios construiram um dique e torres no estreito, permitindo que o estreito fosse cruzado a pé.